# Liz McClarnon
Elizabeth Margaret McClarnon dite Liz McClarnon, née le 10 avril 1981 à Liverpool (Angleterre) est une chanteuse, actrice et animatrice de télévision britannique, membre du groupe Atomic Kitten.

## Carrière
En 1997, alors que McClarnon est encore au lycée, son professeur de musique lui organise une audition avec Andy McCluskey, pour créer un nouveau girls band. Le groupe devient Atomic Kitten, composé de McClarnon, Kerry Katona et Natasha Hamilton, et sort son premier album en 1999. Katona quitte le groupe en 2001 et est remplacée par Jenny Frost. Liz est le seul membre du groupe à écrire.
Le 4 mars 2012, on annonce que la composition originale d'Atomic Kitten, McClarnon, Hamilton et Katona, se reformerait pour The Big Reunion, ainsi que cinq autres groupes pop de leur époque : 911, Honeyz, B*Witched, Five et Liberty X.
Après Atomic Kitten, McClarnon signe avec All Around the World Records. Elle sort son premier single solo, une reprise du tube de Barbra Streisand en 1980 Woman in Love, le 13 février 2006. Le morceau est produit par Graham Stack avec Robin Gibb, le co-auteur de la chanson, et que McClarnon accompagne lors de la tournée des Bee Gees en 2005. Le single comprendra aussi une reprise de I Get the Sweetest Feeling.
McClarnon sort un autre single Don't It Make You Happy. La chanson est enregistrée dans le cadre de sa candidature pour représenter le Royaume-Uni au Concours Eurovision de la chanson 2007. McClarnon l'interprète dans l'émission télévisée Making Your Mind Up sur la BBC le 17 mars 2007. Cependant, elle échoue et le single est un bide. Le concours est remporté par le groupe pop Scooch.
McClarnon enregistre un single intitulé Lately, avec un ami Jaime Jay pour le Global One Music Project. La même chanson est enregistrée par des artistes du monde entier dans différentes langues et, en plus de l'anglais, McClarnon enregistre des versions en français et espagnol. Le single doit sortir d'abord le 18 mai 2009, et bien que McClarnon et Jay font la promotion du single sur un certain nombre d'émissions de radio et de télévision, la sortie est reportée indéfiniment.
Depuis lors, McClarnon a pour projet d'enregistrer son premier album. Elle se sépare de son ancienne société de gestion en avril 2008 et est maintenant dirigée par son ancien directeur du marketing, Scott Richardson chez Belta CM.
Le 27 décembre 2006, McClarnon apparaît dans le documentaire d'ITV The Girl with the Golden Hair, avec Richard O’Brien (The Rocky Horror Show). Le documentaire raconte l'histoire de la création du mini-opéra rock du même nom, interprété par le groupe ABBA lors de sa tournée européenne et australienne en 1977. McClarnon interprète les trois chansons dans cette émission : Thank You for the Music, I Wonder (Departure) et I’m a Marionette.
Le 3 août 2009, McClarnon signe avec 3 Beat Records, une filiale d'All Around the World (via Universal Music). Son premier single sur le nouveau label, Not In Love, devait sortir en novembre 2009, et est un morceau qu'elle a écrit elle-même, influencé par les airs électro et club de Kylie Minogue. McClarnon interprète la piste au Midlands Festival en 2009.
Elle fait ses débuts à la télévision en présentant Hotter Than My Daughter, une émission de télé-réalité.
Fin 2010-début 2011, elle joue Beth dans Jeff Wayne's Musical Version of The War of The Worlds.
À la suite de cela, du 8 juillet au 17 septembre 2011, McClarnon est choisie pour Paulette dans la première tournée britannique de La Revanche d'une blonde en comédie musicale. Elle joue dans la pantomime Cendrillon à l'Empire de Liverpool en 2012, en incarnant le rôle principal.
En 2018, elle se produit au festival C2C: Country to Country à l'O2 Arena.

## Discographie
- 2006 : Woman in Love/I Get the Sweetest Feeling
- 2007 : (Don't It Make You) Happy